# Sweet Movie
Sweet Movie ist ein in französisch-kanadisch-deutscher Koproduktion entstandener Spielfilm aus dem Jahr 1974. Regie führte Dušan Makavejev.

## Handlung
Ein Handlungsstrang folgt der Miss Monde 1984/Miss Canada, die den Preis für die „jungfräulichste“ Teilnehmerin gewinnt. Ihr Preis ist die Heirat mit einem Milchbaron. Durch seine demütigende puritanische Einführung in den Geschlechtsverkehr kehrt sie zu ihrer Schwiegermutter zurück, die sie zu diesem Zeitpunkt beinahe getötet hätte. Der Familienbodyguard bringt sie weg und steckt sie in einen Koffer nach Paris. Sie hat auf dem Eiffelturm Sex mit einem südamerikanischen Sänger, El Macho. Dieser Akt wird von Nonnen unterbrochen.
Sie kommt danach in eine Gemeinschaft, die von Otto Muehl geleitet wird. Die Gemeinschaft macht Wiedergeburtserfahrungen, in welcher Mitglieder wie ein Baby weinen, urinieren und defäkieren, während die anderen es sauber machen. Später macht sie Werbung, in dem sie sich nackt in flüssiger Schokolade badet.
Der zweite Handlungsstrang dreht sich um Anna Planeta, die ein mit Süßigkeiten gefülltes Boot in den Kanälen von Amsterdam fährt. Das Boot besitzt als Galionsfigur einen großen Kopf von Karl Marx.
Sie nimmt den trampenden Sowjetmatrosen Potemkin mit, obwohl sie ihn warnt, dass, wenn sie sich in ihn verliebt, ihn töten wird. Während des Geschlechtsverkehrs tötet Anna ihn. Anna hat auch Kinder mit an Bord. Sie wird später von der Polizei festgenommen, die die Plastiksäcke mit Leichenteilen beschlagnahmt. Die Kinder werden am Ende aus diesen Plastiksäcken neugeboren.

## Kritik
„In einer die Formen des konventionellen Erzählkinos sprengenden Episodencollage attackiert der Serbe Dusan Makavejev die weltweite Unterdrückung der Sinnlichkeit in kommunistischen wie kapitalistischen Gesellschaftssystemen: eine wüste, respektlose, programmatisch betriebene Tabuverletzung, die gleichermaßen schockiert wie amüsiert.“

Roger Ebert gab dem Film zweieinhalb von vier Sternen und bemerkte: „Die unbeantworteten Fragen hinter dem Film scheinen zu sein: ‚Gut, wir sind alle Menschen, nicht wahr? So sind wir und das tun wir. Was hältst du von diesen Leuten? Du gehst ins Kino, um Filme zu sehen, in denen sich Menschen töten, du schaust dir Kriege im Fernsehen an – beleidigen dich die körperlichen Grundbedürfnisse dieser Leute?‘“

## Trivia
Im Film sind Ausschnitte eines Films über das Massaker von Katyn zu sehen, die Tonspur ist allerdings das Lied Τα παιδιά κάτω στον κάμπο von Manos Hadjidakis.